# Исчезнувшие населённые пункты Ленинского района Крыма

## Сёла, включённые в состав других населённых пунктов
За обозримый период на территории района документально подтверждено объединение 19 сёл.
| Сёла, включённые в состав других населённых пунктов | Сёла, включённые в состав других населённых пунктов | Сёла, включённые в состав других населённых пунктов | Сёла, включённые в состав других населённых пунктов | Сёла, включённые в состав других населённых пунктов |
| Село                                                | К кому присоединено                                 | Старое название                                     | Годы включения                                      |                                                     |
| --------------------------------------------------- | --------------------------------------------------- | --------------------------------------------------- | --------------------------------------------------- | --------------------------------------------------- |
| Афанасьево                                          | Мысовое                                             | Казантип татарский                                  | 1957 год                                            |                                                     |
| Васильевка                                          | Приозёрное                                          | —                                                   | 1963 год                                            |                                                     |
| Вишнёвое                                            | Багерово                                            | —                                                   | 1960 год                                            |                                                     |
| Кипчак                                              | Калиновка                                           | —                                                   | с 1892 по 1902 год                                  |                                                     |
| Китень Татарский                                    | Семёновка                                           | —                                                   | 18 мая 1948 года                                    |                                                     |
| Коренково                                           | Заветное                                            | Коп-Такил                                           | 1958 год                                            |                                                     |
| Ляховка                                             | Осовины                                             | —                                                   | до 1954 года                                        |                                                     |
| Нижний Кучугень                                     | Высокое                                             | —                                                   | 18 мая 1948 года                                    |                                                     |
| Огородное                                           | Приозёрное                                          | Чурубаш татарский                                   | 1958 год                                            |                                                     |
| Паша-Салын                                          | Приморское                                          | —                                                   | 18 мая 1948 года                                    |                                                     |
| Первомайское                                        | Багерово                                            | Труд Крестьянина                                    | 1960 год                                            |                                                     |
| Рыбное                                              | Мысовое                                             | Казантип-Коса                                       | 1957 год                                            |                                                     |
| Селезнёвка                                          | Дорошенково                                         | Мамат                                               | 18 мая 1948 года                                    |                                                     |
| Семь Колодезей                                      | Ильичёво                                            | —                                                   | 1957 год                                            |                                                     |
| Узун-Аяк болгарский                                 | Широко                                              | —                                                   | 18 мая 1948 года                                    |                                                     |
| Чапаево                                             | Калиновка                                           | Астабань                                            | 1957 год                                            |                                                     |
| Черняково                                           | Горностаевка                                        | Султановка                                          | 1964 год                                            |                                                     |

О некоторых поселениях зачастую известно только из данных об их объединении:
- Мирный — посёлок, присоединён В 1958 году[1] к Приозёрному (согласно справочнику «Крымская область. Административно-территориальное деление на 1 января 1968 года» — в период с 1954 по 1960 годы[2]).
- Новоукраинка — встречается в «Справочнике административно-территориального деления Крымской области на 15 июня 1960 года» как посёлок Багеровского поссовета[3], в 1960 году присоединено к Багерово[1] (согласно справочнику «Крымская область. Административно-территориальное деление на 1 января 1968 года» — с 1954 по 1968 годы[2]).
- Павловка — посёлок, присоединён к Луговому в 1957 году[1] (согласно справочнику «Крымская область. Административно-территориальное деление на 1 января 1968 года» — в период с 1954 по 1960 год[2]).
- Сердюково — встречается как вариант названия села Паша-Салын на подробной карте РККА Керченского полуострова 1941 года[4] и в указе о переименовании населённых пунктов Крымской области от 18 мая 1948 года, которым Сердюково присоединили к Приморскому[5].

## Сёла, исчезнувшие до 1926 года
| Ак-Шеих           | 45°21′20″ с. ш. 36°05′25″ в. д. | до 1865 года       |
| Аппас             | 45°11′35″ с. ш. 35°39′25″ в. д. | до 1842 года       |
| Аткары-Карса      | 45°12′45″ с. ш. 35°48′20″ в. д. | с 1892 по 1900 год |
| Аткары-Коджанки   | 45°07′50″ с. ш. 36°19′15″ в. д. |                    |
| Баджак-Киргиз     | 45°06′05″ с. ш. 35°52′20″ в. д. | с 1829 по 1842 год |
| Бешуйлы           | 45°27′15″ с. ш. 36°11′45″ в. д. | с 1865 и 1876 год  |
| Биели             | 45°20′55″ с. ш. 36°22′55″ в. д. | —                  |
| Бураш             | 45°23′45″ с. ш. 36°20′40″ в. д. | до 1889 года       |
| Бурулкая-Сеит-Эли | 45°17′30″ с. ш. 35°57′15″ в. д. | с 1829 по 1842 год |
| Гурьевская Скала  | 45°15′55″ с. ш. 35°57′15″ в. д. | с 1902 по 1915 год |
| Джанкой-Ортель    | 45°12′20″ с. ш. 36°17′30″ в. д. | с 1915 по 1926 год |
| Джан-Чора         | 45°15′25″ с. ш. 36°10′45″ в. д. | с 1842 по 1865 год |
| Кады-Келечи       | 45°13′10″ с. ш. 35°55′20″ в. д. | с 1892 по 1900 год |
| Каралар           | 45°20′35″ с. ш. 35°51′25″ в. д. | с 1829 по 1842 год |
| Кармыш-Бешкуй     | 45°18′40″ с. ш. 36°21′35″ в. д. | до 1865 года       |
| Кият-Сараймин     | 45°19′05″ с. ш. 35°46′45″ в. д. | до 1900 года       |
| Коджай            | 45°18′50″ с. ш. 35°47′50″ в. д. | до 1900 года       |
| Койташ-Дере       | 45°17′35″ с. ш. 35°42′10″ в. д. | с 1876 по 1887 год |
| Кончи             | 45°17′20″ с. ш. 35°39′30″ в. д. | с 1889 по 1892 год |
| Кучук-Коджалар    | 45°16′20″ с. ш. 35°45′20″ в. д. | с 1889 по 1892 год |
| Кыр-Найман        | 45°14′45″ с. ш. 36°12′25″ в. д. | до 1900 года       |
| Найман            | 45°05′35″ с. ш. 35°47′25″ в. д. |                    |
| Орта-Аул          | 45°04′50″ с. ш. 36°16′15″ в. д. | с 1915 по 1926 год |
| Текели-Кипчак     | 45°11′45″ с. ш. 35°45′25″ в. д. | с 1829 по 1842 год |
| Тереклы-Карса     | 45°07′50″ с. ш. 35°47′00″ в. д. | с 1902 по 1915 год |
| Тобечик           | 45°07′50″ с. ш. 35°47′00″ в. д. |                    |
| Уч-Эвли           | 45°08′30″ с. ш. 36°06′05″ в. д. | с 1864 по 1876 год |
| Чабак             | 45°04′40″ с. ш. 36°16′40″ в. д. | с 1915 по 1926 год |
| Чубуртма-Сарт     | 45°15′20″ с. ш. 36°04′00″ в. д. | с 1902 по 1915 год |
| Шейх-Эли          | 45°20′15″ с. ш. 36°02′55″ в. д. | с 1842 по 1864 год |
| Экитав-Кочеген    | 45°09′30″ с. ш. 36°19′40″ в. д. |                    |

### Малоупоминаемые селения
О некоторых населённых пунктах в доступных источниках встречаются одно-два упоминания, иногда даже установить точное местоположение пока не представляется возможным:
- Азгана-Седжеут — 45°14′45″ с. ш. 36°01′50″ в. д.HGЯO. Располагалось в центре района, примерно в 2,5 км к югу от села Фонтан[6]. Встречается на картах 1836[7], 1842[8] и 1865—1876 годов, как развалины.
- Азиз-Чобан — встречается только среди селений, в которые перед Русско-турецкой войной 1787—1791 годов производилось выселение крымских татар из прибрежных населённых пунктов. Было переселено 5 человек[9].
- Аргин-Тобечик (вакуф) — встречается только в Статистическом справочнике Таврической губернии. Ч.II-я. Статистический очерк, выпуск пятый Феодосийский уезд, 1915 год, согласно которому на хуторе Аргин-Тобечик (вакуф) Петровской волости Феодосийского уезда числилось 8 дворов со смешанным населением в количестве 34 человек только «посторонних» жителей[10].
- Аут — 45°03′45″ с. ш. 36°12′05″ в. д.HGЯO. Располагалось на юго-востоке района, примерно в 6 км к юго-западу от села Марьевка[11]. Встречается только на карте 1842 года, где обозначен условным знаком «малая деревня», то есть, менее 5 дворов.
- Аут — 45°04′45″ с. ш. 36°12′50″ в. д.HGЯO. Располагалось на юго-востоке района, на северном берегу Киркояшского озера, примерно в 4 км к юго-западу от села Марьевка[11]. Встречается только на карте 1842 года, где обозначен условным знаком «малая деревня», то есть, менее 5 дворов.
- Ауты — 45°03′40″ с. ш. 36°15′10″ в. д.HGЯO. Располагалось на юго-востоке района, примерно в 5,5 км к югу от села Марьевка[12]. Встречается на карте 1842 года, где обозначен условным знаком «малая деревня», то есть, менее 5 дворов[13] и на трёхверстовой карте 1865—1876 года, без указания числа дворов.
- Биюк-Тама — 45°02′55″ с. ш. 35°49′45″ в. д.HGЯO. Располагалось на юго-западе района, примерно в 10 км к югу от села Яркое[14], встречается на картах 1836[15] и 1842 года, как развалины.
- Боджак — 45°06′20″ с. ш. 35°52′35″ в. д.HGЯO. Располагалось в центре района, примерно в 4 км южнее села Яркое[16], встречается на карте 1817 года, как пустующий Баш Киргиз[17], на картах 1836[7] и 1842 года, как развалины.
- Власенка — 45°27′20″ с. ш. 35°15′10″ в. д.HGЯO. Располагалось на Арабатской стрелке, примерно в 19 км к северо-западу от современного села Соляное[18]. Шарль Монтандон в «Путеводителе путешественника по Крыму, украшенный картами, планами, видами и виньетами…» 1833 года писал о гостинице, которую содержит некий Власенко — дом, расположенный слева от дороги[19]. По «Списку населённых мест Таврической губернии по сведениям 1864 года», во Власенковской почтовой станции числился 1 двор и 8 жителей[20], по «…Памятной книжке Таврической губернии на 1892 год» в деревне Владиславской волости жителей и домохозяйств не числилось[21].
- Гурьевка — 45°15′55″ с. ш. 36°19′25″ в. д.HGЯO. Русская деревня, располагалась на востоке района, у южной окраины современного села Приозёрное[22]. На карте 1836 года в деревне 12 дворов[23], а на карте 1842 года обозначена условным знаком «малая деревня», то есть, менее 5 дворов.
- Даир — встречается только среди селений, в которые перед Русско-турецкой войной 1787—1791 годов производилось выселение крымских татар из прибрежных населённых пунктов. Было переселено 30 человек[9].
- Дёрткюль-Ойсул — 45°18′40″ с. ш. 35°52′00″ в. д.HGЯO. Располагалось на севере района и Керченского полуострова, на правом берегу реки Самарли, примерно в 2 км на северо-восток от современного села Виноградное. Встречается только на военно-топографической карте генерал-майора Мухина 1817 года, где деревня Диорткуль ойсу обозначена пустующей[24].
- Джага-Качик — встречается в «Ведомости о казённых волостях Таврической губернии 1829 года», как селение Чалтемирской волости Яго Качик[25] и в Статистическом справочнике Таврической губернии. Ч.II-я. Статистический очерк, выпуск пятый Феодосийский уезд, 1915 год, согласно которому не хуторе на земле Грамматикова Петровской волости числилось 7 дворов с русским населением в количестве 41 человека только «посторонних» жителей[10].
- Джага-Найман — встречается только в Статистическом справочнике Таврической губернии. Ч.II-я. Статистический очерк, выпуск пятый Феодосийский уезд, 1915 год, согласно которому в Петровской волости было 2 хутора с таким названием: болгарский Килиуса (7 дворов, 41 «посторонний» житель) и Димо Д. С. — 1 двор без населения[10].
- Джар — 45°16′30″ с. ш. 36°18′55″ в. д.HGЯO. Располагалось на востоке района, у юго-западной окраины современного села Приозёрное[26]. Встречается на карте 1836 года, на которой в деревне 18 дворов[22] и на карте 1842 года, где обозначен условным знаком «малая деревня», то есть, менее 5 дворов.
- Джума-Эли  — встречается только в «Памятной книге Таврической губернии 1889 года», как селение Сарайминской волости с 3 дворами и 7 жителями[27].
- Ички — встречается только в «Памятной книге Таврической губернии 1889 года», как селение Петровской волости с 16 дворами и 88 жителями[27].
- Карах — встречается только среди селений, в которые перед Русско-турецкой войной 1787—1791 годов производилось выселение крымских татар из прибрежных населённых пунктов. Было переселено 25 человек[9].
- Кенегез — встречается только среди селений,, в которые перед Русско-турецкой войной 1787—1791 годов производилось выселение крымских татар из прибрежных населённых пунктов. Было переселено 23 человека[9] и в Камеральном Описании Крыма… 1784 года, как Кенекес Арабатского кадылыка Кефинского каймаканства[28].
- Кир-Бурунби — 45°07′45″ с. ш. 36°07′15″ в. д.HGЯO. Располагалось на юго-востоке района и Керченского полуострова, у северного берега Узунларского озера, примерно в 6 км к юго-западу от современного села Пташкино. Обозначена без указания числа дворов только на военно-топографической карте генерал-майора Мухина 1817 года[29].
- Кобурта (также Кабурча[30]) — 45°25′10″ с. ш. 36°17′10″ в. д.HGЯO. Располагалось на севере района, примерно в 4 км к северу от пгт Багерово[31]. По Камеральному Описанию Крыма… 1784 года, в Крымском ханстве Конур-ата входил в Орта Керченский кадылык Кефинского каймаканства[28]. Встречается на картах 1836[32], 1842 и 1865—1876 годов, как развалины.
- Колтак — встречается только в «…Памятной книжке Таврической губернии на 1902 год», как деревня Владиславской волости с 9 жителями, домохозяйств не имеющих[21].
- Коронгаш — встречается только в «Ведомости о казённых волостях Таврической губернии 1829 года», как деревня, отнесённая к Чалтемирской волости[33].
- Коясан (болгарский) — встречается только в «…Памятной книжке Таврической губернии на 1892 год», как деревня Владиславской волости, в которой жителей и домохозяйств не числилось[21].
- Кояш (Аккозской волости) 45°15′35″ с. ш. 36°20′00″ в. д.HGЯO — встречается в Камеральном Описании Крыма… 1784 года, как Мурза-кояш Дин Керченскаго кадылыка Кефинского каймаканства[28]. Перед Русско-турецкой войной 1787—1791 годов производилось выселение крымских татар из прибрежных селений во внутренние районы полуострова. В конце 1787 года из Мурза-кояш были выведены все жители — 78 душ. В конце войны, 14 августа 1791 года всем было разрешено вернуться на место прежнего жительства[9]. В Ведомости о числе селений, названиях оных, в них дворов… состоящих в Феодосийском уезде от 14 октября 1805 года, как деревня с 4 дворами и 38 жителями[34] и на карте 1817 года, как пустующая[35].
- Кояш (Кадыкелечинской волости) — встречается в Ведомости о числе селении, названиях оных, в них дворов… состоящих в Феодосийском уезде от 14 октября 1805 года, как деревня Кадыкелечинской волости с 10 дворами и 85 жителями[34].
- Курулу 45°21′50″ с. ш. 36°21′20″ в. д.HGЯO — встречается в «Списке населённых мест Таврической губернии по сведениям 1864 года», как владельческий русский хутор с 2 дворами и 12 жителями при колодцах[20] и в «…Памятной книжке Таврической губернии на 1902 год», как деревня Сарайминской волости Ново-Александровского сельского общества со 137 жителями без домохозяйств[21]. Обозначена на карте Стрельбицкого в редакции 1920 года[36]. На верстовой карте Крыма 1896 года обозначено, как экономия Курулу[37].
- Кушай-Ресы — 45°20′30″ с. ш. 36°20′05″ в. д.HGЯO. Располагалось на востоке района, примерно в 2,5 км к юго-западу от современного села Октябрьское[38]. Встречается на картах 1836[11] и 1842 года с 30 дворами и на карте 1865—1876 года — 4 двора.
- Кырк — 45°21′55″ с. ш. 35°55′20″ в. д.HGЯO. Располагалось на севере района, в 1,5 км к западу от села Песочное[39]. На военно-топографической карте генерал-майора Мухина 1817 года Кирк обозначен пустующим, на картах 1836[40] и 1842 года — как развалины.
- Лампси кой — 45°13′10″ с. ш. 35°43′20″ в. д.HGЯO. Располагалось на юго-западе района, примерно в 1 км к югу от современного села Луговое[41]. 1500 десятин земли, как пустопорожние дачи, были отведены майору Лампси ордером князя Платона Зубова, в 1796 году[42]. Встречается на картах 1836[43] и 1842 года, как развалины.
- Молаш — встречается только среди селений, в которые перед Русско-турецкой войной 1787—1791 годов производилось выселение крымских татар из прибрежных населённых пунктов. Было переселено 7 человек[9].
- Ново-Дмитриевка — встречается только в «…Памятной книжке Таврической губернии на 1892 год», согласно которой в безземельной деревне Сарайминской волости, не входившей ни в одно сельское общество, числилось 11 жителей, домохозяйств не имеющих[21].
- Ново-Николаевка — встречается только в «Памятной книге Таврической губернии 1889 года», согласно которой в деревне Сарайминской волости числилось 13 дворов и 78 жителей[27].
- Обекчи — встречается в «…Памятной книжке Таврической губернии на 1892 год», согласно которой Обекчи, с 17 жителями в 1 домохозяйстве, входило в Джапар-Бердинское сельское общество Петровской волости[21] и в Статистическом справочнике Таврической губернии 1915 года, в котором записано имение Обекчи с 1 двором без населения[10].
- Сараймин — 45°14′45″ с. ш. 36°12′30″ в. д.HGЯO. Возможно, отдалённая часть, в 4 км на северо-восток, (кесек) селения Сараймин[44]. Встречается, как развалины на картах 1836[23], 1842[45] и 1865 года.
- Оран-Эли — встречается только среди селений, в которые перед Русско-турецкой войной 1787—1791 годов производилось выселение крымских татар из прибрежных населённых пунктов. Было переселено 30 человек[9].
- Тама — 45°03′55″ с. ш. 35°48′30″ в. д.HGЯO. Располагалось на юго-западе района, примерно в 9 км к юго-западу от села Яркое[46]. Только на картах 1836[11] и 1842 года, как развалины.
- Текбе эли Кипчак (Текье эли Кипчак) — 45°11′45″ с. ш. 35°45′35″ в. д.HGЯO. Располагалось на западе района и Керченского полуострова, примерно в 5,5 км юго-восточнее села Луговое[47]. Встречается, как развалины на картах 1836[48] и 1842 года.
- Текбе эли Коясан — 45°10′10″ с. ш. 35°31′15″ в. д.HGЯO. Располагалось на западе района и Керченского полуострова, примерно в 3,5 км к юго-западу от села Ячменное[49]. Встречается, как развалины на картах 1836[50] и 1842 года.
- Усеин-Эвли — встречается только среди селений, в которые перед Русско-турецкой войной 1787—1791 годов производилось выселение крымских татар из прибрежных населённых пунктов. Было переселено 126 человек[9].
- Чан-Хан — 45°05′00″ с. ш. 36°16′15″ в. д.HGЯO
- Чоботар-Сарай — встречается только среди селений, в которые перед Русско-турецкой войной 1787—1791 годов производилось выселение крымских татар из прибрежных населённых пунктов. Было переселено 16 человек[9].
- Чокрак — встречается только среди селений, в которые перед Русско-турецкой войной 1787—1791 годов производилось выселение крымских татар из прибрежных населённых пунктов. Было переселено 9 человек[9].
- Чокрак-Бабчик — встречается в «Списке населённых мест Таврической губернии по сведениям 1864 года», как владельческий русский хутор с 8 дворами и 42 жителями при колодцах[20]. По «…Памятной книжке Таврической губернии на 1892 год» в безземельной деревне Чокрак-Бабчик Сарайминской волости, не входившей ни в одно сельское общество, жителей и домохозяйств не числилось[51].
- Чумач — встречается только среди селений, в которые перед Русско-турецкой войной 1787—1791 годов производилось выселение крымских татар из прибрежных населённых пунктов. Было переселено 6 человек[9].
- Шейхлер — 45°08′45″ с. ш. 36°07′35″ в. д.HGЯO. Располагалось на юге района и Керченского полуострова, примерно в 5 км к юго-западу от современного села Пташкино[52]. Встречается в Камеральном Описании Крыма… 1784 года, судя по которому, в последний период Крымского ханства Шейхлер входил в Дин Керченский кадылык Кефинского каймаканства[28]. На картах 1836[23] и 1842 года Шеих Лар обозначен разорённым, на трёхверстовой карте 1865—1876 года — развалины деревни.
- Шеип — встречается только среди селений, в которые перед Русско-турецкой войной 1787—1791 годов производилось выселение крымских татар из прибрежных населённых пунктов. Было переселено 24 человека[9].
- Шибан— 45°09′45″ с. ш. 35°29′15″ в. д.HGЯO. Располагалось на западе района и Керченского полуострова, примерно в 5,5 км к юго-западу от села Ячменное[53]. Встречается, как развалины на картах 1836[50] и 1842 года.
- Шиклинская станция — 45°38′15″ с. ш. 35°03′55″ в. д.HGЯO. Почтовая станция и хутор Владиславской волости, располагались на Арабатской стрелке, примерно в 42 км к северо-западу от современного села Соляное[54]. Встречается в «Списке населённых мест Таврической губернии по сведениям 1864 года», согласно которому на почтовой станции числился 1 двор и 12 жителей при колодцах[20]. По «…Памятной книжке Таврической губернии на 1892 год» в Шиклинской станции, не входившей ни в одно сельское общество, жителей и домохозяйств не числилось[51].
- Юзенглер — встречается только среди селений, в которые перед Русско-турецкой войной 1787—1791 годов производилось выселение крымских татар из прибрежных населённых пунктов. Было переселено 97 человек[9].

В источниках встречаются хутора и экономии, о которых более ничего не известно:
- Барбетова — встречается в «…Памятной книжке Таврической губернии на 1892 год», согласно которой на безземельном хуторе Петровской волости, не входившем ни в одно сельское общество, жителей и домохозяйств не числилось[51].
- Гапкина — встречается в «…Памятной книжке Таврической губернии на 1892 год», согласно которой на безземельном хуторе Петровской волости, не входившем ни в одно сельское общество, числилось 4 жителя, домохозяйств не имеющих[51].
- Горькой Колодезь — 45°25′55″ с. ш. 36°30′55″ в. д.HGЯO. Располагался на северо-востоке района, примерно в 2,5 км к западу от современного села Юркино[55]. Встречается на трёхверстовой карте 1865—1876 года, без указания числа дворов.
- Куурдак — 45°20′15″ с. ш. 36°18′25″ в. д.HGЯO. Располагался на востоке района, примерно в 4 км к югу от современного пгт Багерово. Встречается на военно-топографической карте генерал-майора Мухина 1817 года без указания числа дворов[56].
- Суикель — экономия, встречается в «…Памятной книжке Таврической губернии на 1902 год», согласно которой в экономии Сарайминской волости, входившей в Ново-Александровское сельское общество, числилось 187 жителей, домохозяйств не имеющих[21].
- Таш-Кишла — встречается в Статистическом справочнике Таврической губернии. Ч.II-я. Статистический очерк, выпуск пятый Феодосийский уезд, 1915 год, согласно которому на хуторе Петровской волости числилось 6 дворов с болгарским населением в количестве 31 человека приписных жителей[10].
- Шеих-Асан — экономия, встречается в «…Памятной книжке Таврической губернии на 1902 год», согласно которой в экономии Сарайминской волости, входившей в Ново-Александровское сельское общество, числилось 187 жителей, домохозяйств не имеющих[21] и в Статистическом справочнике Таврической губернии. Ч.II-я. Статистический очерк, выпуск пятый Феодосийский уезд, 1915 год, согласно которому в имении и экономии, принадлежащих семье Франческо числилось 3 двора без жителей[10].
- Шепелев — 45°25′10″ с. ш. 36°31′40″ в. д.HGЯO. Располагался на северо-востоке района, примерно в 2,5 км к юго-западу от современного села Юркино. Встречается на трёхверстовой карте 1865—1876 года, без указания числа дворов[57].

## Сёла, исчезнувшие с 1926 по 1948 год
В перечне представлены сёла, фигурирующие в «Списке населённых пунктов Крымской АССР по Всесоюзной переписи 17 декабря 1926 г» и не встречающиеся в послевоенных документах. Подавляющее большинство этих сёл были уничтожены немецкими оккупантами в 1941-44 годах, либо опустели и были заброшены в результате депортации из Крыма крымских татар, армян, болгар, греков и немцев.
| Аргин              | 45°15′35″ с. ш. 35°53′40″ в. д. | до 1941 года            |
| Баш-Аул Новый      | 45°06′25″ с. ш. 36°18′35″ в. д. | 1948 год                |
| Башбек             | 45°11′50″ с. ш. 35°47′05″ в. д. | до 1941 года            |
| Бештарым           | 45°10′45″ с. ш. 36°14′05″ в. д. | 1948 год                |
| Джайлав-Акташ      | 45°24′35″ с. ш. 36°19′10″ в. д. | до 1941 года            |
| Каралар            | 45°26′40″ с. ш. 36°10′50″ в. д. | до 1948 года            |
| Кармыш-Келечи      | 45°16′20″ с. ш. 35°58′40″ в. д. | 1944 год                |
| Касьян             | 45°05′25″ с. ш. 36°09′50″ в. д. | до 1948 года            |
| Кашик              | 45°01′35″ с. ш. 35°51′55″ в. д. | с 1926 года по 1941 год |
| Кой-Асан Татарский | 45°10′45″ с. ш. 35°28′30″ в. д. | 1948 год                |
| Культобе           | 45°27′45″ с. ш. 36°19′10″ в. д. | 1948 год                |
| Кучук-Тархан       | 45°25′50″ с. ш. 36°27′30″ в. д. | до 1941 года            |
| Кыр-Кояш           | 45°05′10″ с. ш. 36°12′30″ в. д. | до 1948 года            |
| Мама Татарская     | 45°27′30″ с. ш. 36°19′10″ в. д. | 1948 год                |
| Мисир              | 45°27′50″ с. ш. 36°16′15″ в. д. | 1948 год                |
| Новый Кояш         | 45°02′50″ с. ш. 36°12′30″ в. д. | до 1948 года            |
| Новый Свет         | 45°28′40″ с. ш. 36°12′50″ в. д. | до 1948 года            |
| Пиялы-Сарай        | 45°18′10″ с. ш. 36°06′35″ в. д. | до 1948 года            |
| Сююрташ            | 45°27′15″ с. ш. 36°06′50″ в. д. | до 1948 года            |
| Тархан             | 45°26′20″ с. ш. 36°25′15″ в. д. | до 1948 года            |
| Туркмен            | 45°22′55″ с. ш. 36°21′55″ в. д. | до 1948 года            |
| Чокур-Сеит-Эли     | 45°10′10″ с. ш. 35°31′10″ в. д. | до 1941 года            |
| Чонгелек           | 45°08′40″ с. ш. 36°23′35″ в. д. | до 1948 года            |

А также поселения, упоминаемые в доступных источниках один-два раза:
- Кунгычи — 45°08′20″ с. ш. 35°32′15″ в. д.HGЯO. Располагалось на юго-западе района, на границе с современной территорией Феодосийского горсовета, примерно в 3 км на северо-восток от пгт Приморский[58]. Встречается только на километровой карте Генштаба Красной армии 1941 года.

Также в Списке населённых пунктов Крымской АССР по Всесоюзной переписи 17 декабря 1926 года встречаются хутора Кунгычи, более нигде не упомянутые.
- Гончаров — встречается в Списке населённых пунктов Крымской АССР по Всесоюзной переписи 17 декабря 1926 года, согласно которому на хуторе Гончаров, Ойсулского сельсовета Керченского района, числилось 4 двора, население составляло 21 человек, из них 11 украинцев и 10 русских[59].
- Наташенко (Наташино) — 45°17′50″ с. ш. 36°06′35″ в. д.HGЯO. Располагалось в центре района, примерно в 3 километрах восточнее современного села Новониколаевка[60]. Встречается в Списке населённых пунктов Крымской АССР по Всесоюзной переписи 17 декабря 1926 года, согласно которому на хуторе Либкнехтовского сельсовета в 6 дворах числилось 34 жителя (33 украинца и 1 белорус)[59].
- Павловка — 45°13′20″ с. ш. 35°45′05″ в. д.HGЯO. Располагалось на западе района, примерно в 3 километрах юго-восточнее современного села Луговое[61]. Встречается в Списке населённых пунктов Крымской АССР по Всесоюзной переписи 17 декабря 1926 года, согласно которому в селе Агибельского сельсовета Керченского района, числилось 23 двора, из них 21 крестьянский, население составляло 108 человек, из них 86 русских, 19 украинцев, 2 грека, 1 записан в графе «прочие»[59].
- Экитав — 45°09′30″ с. ш. 36°19′15″ в. д.HGЯO. Располагался юго-востоке района и Керченского полуострова, у южного берега Тобечикского озера, примерно в 3 километрах западнее современного села Костырино. Встречается на карте 1922 года[62] и в Списке населённых пунктов Крымской АССР по Всесоюзной переписи 17 декабря 1926 года, как хутор Марьевского сельсовета, согласно которому в нём числилось 2 двора, население составляло 15 человек, все русские[59].

## Сёла, исчезнувшие после 1948 года
Сёла, исчезнувшие в этот период, были ликвидированы, в основном, при создании в конце 1940-х годов, в южной части Керченского полуострова Керченского полигона и в северной — Багеровского, а также проводившийся с конца 1950-х годов политики по укрупнению хозяйств и ликвидации «неперспективных» сёл с переселением их жителей в другие населённые пункты.
| Сёла, исчезнувшие после 1948 года | Сёла, исчезнувшие после 1948 года | Сёла, исчезнувшие после 1948 года                        | Сёла, исчезнувшие после 1948 года | Сёла, исчезнувшие после 1948 года |
| Село                              | Координаты                        | Старое название                                          | Местоположение (сельсовет)        | Годы упразднения                  |
| --------------------------------- | --------------------------------- | -------------------------------------------------------- | --------------------------------- | --------------------------------- |
| Александровка                     | 45°16′45″ с. ш. 36°22′10″ в. д.   | ранее Ново-Александровка                                 | Приозёрновский сельсовет          | 1984 год                          |
| Алексеевка                        | 45°18′55″ с. ш. 36°08′25″ в. д.   | ранее Чомаш-Такил                                        | Чистопольский сельсовет           | 1964 год                          |
| Андреевка                         | 45°20′45″ с. ш. 36°18′05″ в. д.   | Джанкой-Джанакбат                                        | Багеровский поссовет              | 1984 год                          |
| Андреево                          | 45°11′25″ с. ш. 35°39′55″ в. д.   | до 1948 года Кошай                                       | Луговской сельсовет               | 1984 год                          |
| Артезиан                          | 45°23′50″ с. ш. 36°05′55″ в. д.   | —                                                        | —                                 | с 1948 по 1954 год                |
| Безводное                         | 45°04′45″ с. ш. 35°53′00″ в. д.   | до 1945 года Джепар-Берды                                | —                                 | 1952 год                          |
| Белобродское                      | 45°05′00″ с. ш. 35°50′10″ в. д.   | до 1948 года Сарылар                                     | Красногорский сельсовет           | 1958 год                          |
| Белокаменка                       | 45°24′45″ с. ш. 35°47′45″ в. д.   | до 1948 года Акташ                                       | —                                 | 1952 год                          |
| Восточное                         | 45°11′10″ с. ш. 36°01′25″ в. д.   | до 1948 года Кары                                        | Ленинский сельсовет               | 1964 год                          |
| Высокое                           | 45°14′50″ с. ш. 36°03′35″ в. д.   | до 1948 года Каялы-Сарт                                  | Марфовский сельсовет              | 1963 год                          |
| Высокое                           | 45°09′15″ с. ш. 36°16′55″ в. д.   | до 1945 года Верхний Кочугень                            | Марьевский сельсовет              | 1964 год                          |
| Гавриленково                      | 45°03′45″ с. ш. 35°53′15″ в. д.   | до 1948 года Большой Арпач, Малый Арпач                  | —                                 | 1952 год                          |
| Голубое                           | 45°05′25″ с. ш. 36°18′20″ в. д.   | до 1948 года Баш-Аул                                     | —                                 | до 1954 года                      |
| Дальняя                           | 45°04′20″ с. ш. 36°04′25″ в. д.   | до 1948 года Атан-Алчин                                  | —                                 | 1952 год                          |
| Державино                         | 45°21′35″ с. ш. 36°05′10″ в. д.   | до 1948 года Аджи-Эли                                    | Белинский сельсовет               | 1968 год                          |
| Долинная                          | 45°15′55″ с. ш. 35°47′10″ в. д.   | до 1948 года Коджалар татарский                          | —                                 | 1950 год                          |
| Дорошенково                       | 45°12′05″ с. ш. 35°57′35″ в. д.   | до 1948 года Тайгуч                                      | Ленинский сельсовет               | 22 сентября 2006 года             |
| Журавлёвка                        | 45°11′35″ с. ш. 35°52′50″ в. д.   | до 1945 года Чалтемир                                    | —                                 | 1952 год                          |
| Журавлиное                        | 45°11′20″ с. ш. 35°55′30″ в. д.   | до 1948 года Коп-Кипчак, до 30 декабря 1962 года Войково | Ленинский сельсовет               | 1969 год                          |
| Зайчинское                        | 45°09′50″ с. ш. 35°59′05″ в. д.   | до 1948 года Кол-Алчин                                   | —                                 | до 1950 года                      |
| Камышинка                         | 45°20′00″ с. ш. 35°52′15″ в. д.   | до 1945 года Ойсул                                       | Виноградненский сельсовет         | 1984 год                          |
| Карасёвка                         | 45°07′00″ с. ш. 35°52′50″ в. д.   | до 1948 года Мавлюш                                      | Ленинский сельсовет               | с 1957 год                        |
| Красная Поляна                    | 45°26′10″ с. ш. 36°20′55″ в. д.   | до 1945 года Кезы                                        | —                                 | до 1954 года                      |
| Красноармейское                   | 45°15′25″ с. ш. 35°34′20″ в. д.   | до 1945 года Огуз-Тобе                                   | Семисотский сельсовет             | с 1968 год                        |
| Красновка                         | 45°08′10″ с. ш. 36°01′15″ в. д.   | до 1948 года Конрат                                      | Ленинский сельсовет               | 1964 год                          |
| Краснополье                       | 45°07′40″ с. ш. 35°52′55″ в. д.   | до 1948 года Таш-Алчин                                   | Марфовский сельсовет              | 22 сентября 2006 года             |
| Краснофлотское                    | 45°07′05″ с. ш. 35°54′50″ в. д.   | до 1948 года Карсан                                      | Кировский сельсовет               | 1984 год                          |
| Куйбышево                         | 45°11′30″ с. ш. 35°44′30″ в. д.   | до 1948 года Карач                                       | Батальненский сельсовет           | 1963 год                          |
| Кутиково                          | 45°09′30″ с. ш. 36°15′25″ в. д.   | до 1948 года Бештарым                                    | Заветненский сельсовет            | 1955 год                          |
| Ленинская Скала                   | 45°16′15″ с. ш. 35°55′20″ в. д.   | Петровская Скала                                         | Ленинский сельсовет               | с 1948 по 1950 год                |
| Мирошниково                       | 45°25′25″ с. ш. 36°12′40″ в. д.   | до 1948 года Джайлав                                     | Багеровский поссовет              | 1958 год                          |
| Михайловка                        | 45°16′55″ с. ш. 36°15′30″ в. д.   | ранее Ново-Михайловка                                    | Белинский сельсовет               | 22 сентября 2006 года             |
| Мошкарёво                         | 45°07′50″ с. ш. 35°42′25″ в. д.   | до 1948 года Керлеут, Сабике, Нефтепром                  | Батальненский сельсовет           | 1969 год                          |
| Низовое                           | 45°07′35″ с. ш. 35°46′40″ в. д.   | до 1945 года Обекчи-Карсан                               | —                                 | 1952 год                          |
| Наримановка                       | 45°19′40″ с. ш. 36°06′50″ в. д.   | до 1926 года Темеш                                       | Чистопольский сельсовет           | 1957 год                          |
| Новиково                          | 45°18′15″ с. ш. 35°59′20″ в. д.   | до 1948 года Сундукой                                    | Останинский сельсовет             | 1966 год                          |
| Ново-Ивановка                     | 45°02′00″ с. ш. 35°59′10″ в. д.   | —                                                        | —                                 | 1945 год                          |
| Окопная                           | 45°24′00″ с. ш. 36°22′10″ в. д.   | до 1948 года Малый Бабчик                                | Багеровский поссовет              | 1958 год                          |
| Орловка                           | 45°23′50″ с. ш. 36°16′35″ в. д.   | до 1948 года Карама                                      | Багеровский поссовет              | 1958 год                          |
| Памятное                          | 45°25′50″ с. ш. 36°19′15″ в. д.   | до 1948 года Большой Бабчик                              | Багеровский поссовет              | 1958 год                          |
| Пащенково                         | 45°25′50″ с. ш. 36°19′15″ в. д.   | до 1948 года Каравы                                      | Заветненский сельсовет            | 1966 год                          |
| Плавни                            | 45°22′50″ с. ш. 35°53′10″ в. д.   | до 1948 года Чегерчи                                     | Останинский сельсовет             | 1966 год                          |
| Плодородное                       | 45°19′50″ с. ш. 35°48′55″ в. д.   | до 1948 года Бабык                                       | —                                 | до 1954 года                      |
| Приморское                        | 45°23′45″ с. ш. 36°08′45″ в. д.   | до 1944 года Маяк-Салынь                                 | Чистопольский сельсовет           | 1963 год                          |
| Причальное                        | 45°02′25″ с. ш. 36°07′30″ в. д.   | до 1948 года Пристань Дуранте                            | Заветненский сельсовет            | 1958 год                          |
| Просторное                        | 45°07′25″ с. ш. 36°07′35″ в. д.   | до 1948 года Узунлар                                     | Марфовский сельсовет              | 1963 год                          |
| Птичное                           | 45°12′30″ с. ш. 35°26′10″ в. д.   | до 1948 года Корпечь                                     | Семисотский сельсовет             | 1963 год                          |
| Репьёвка                          | 45°14′40″ с. ш. 36°13′50″ в. д.   | до 1948 года Айман-Кую                                   | Горностаевский сельсовет          | 1973 год                          |
| Рыбацкое                          | 45°17′40″ с. ш. 35°28′35″ в. д.   | до 1948 года Арабат                                      | Семисотский сельсовет             | 1963 год                          |
| Рыбное                            | 45°18′40″ с. ш. 35°39′25″ в. д.   | до 1948 года Насыр, до 1962 года Набережное              | Ильичёвский сельсовет             | 1984 год                          |
| Сазоновка                         | 45°14′45″ с. ш. 36°00′45″ в. д.   | до 1948 года Кара-Саитжеут                               | Ленинский сельсовет               | 1964 год                          |
| Светлячки                         | 45°03′00″ с. ш. 36°14′25″ в. д.   | до 1948 года Опук                                        | —                                 | 1952 год                          |
| Сенокосное                        | 45°05′10″ с. ш. 36°01′15″ в. д.   | до 1948 года Ильгери-Кипчак                              | —                                 | 1952 год                          |
| Сергеево                          | 45°18′40″ с. ш. 35°50′40″ в. д.   | до 1948 года Чокул татарский                             | Останинский сельсовет             | 1957 год                          |
| Слюсарёво                         | 45°17′45″ с. ш. 35°55′40″ в. д.   | до 1948 года Кашик-Джермай                               | Останинский сельсовет             | 1969 год                          |
| Сокольское                        | 45°13′ с. ш. 36°14′ в. д.         | до 1945 года Сараймин                                    | Горностаеский сельсовет           | 1978 год                          |
| Старожилово                       | 45°28′10″ с. ш. 36°12′35″ в. д.   | до 1948 года Чолачик                                     | Багеровский поссовет              | 1958 год                          |
| Степной                           | 45°05′40″ с. ш. 36°03′15″ в. д.   | до 1948 года Коджанки                                    | Марфовский сельсовет              | с 1954 по 1968 год                |
| Сторожевое                        | 45°05′25″ с. ш. 35°59′20″ в. д.   | до 1945 года Хартжибие                                   | —                                 | 1952 год                          |
| Стрелковое                        | 45°06′40″ с. ш. 36°20′05″ в. д.   | до 1948 года Чорелек                                     | Заветненский сельсовет            | 1963 год                          |
| Тамарино                          | 45°10′30″ с. ш. 36°07′35″ в. д.   | до 1948 года Бикеч                                       | Марфовский сельсовет              | 1968 год                          |
| Тарасовка                         | 45°02′55″ с. ш. 36°12′20″ в. д.   | до 1948 года Чокур-Кояш                                  | —                                 | 1952 год                          |
| Трёхгорная                        | 45°04′20″ с. ш. 36°07′55″ в. д.   | до 1948 года Кончек                                      | Заветненский сельсовет            | 1958 год                          |
| Уварово                           | 45°16′30″ с. ш. 35°36′35″ в. д.   | до 1948 года Алибай                                      | —                                 | 1964 год                          |
| Ульяново                          | 45°06′30″ с. ш. 35°48′55″ в. д.   | до 1948 года Мангут                                      | —                                 | 1952 год                          |
| Фадеево                           | 45°17′40″ с. ш. 36°03′05″ в. д.   | до 1948 года Оскар-Бешкуй                                | Горностаевский сельсовет          | 1957 год                          |
| Фёдоровка                         | 45°13′35″ с. ш. 36°00′35″ в. д.   | до 1948 года Аджи-Менде                                  | —                                 | 1952 год                          |
| Холмогорки                        | 45°11′20″ с. ш. 35°30′15″ в. д.   | до 1948 года Крым-Шибань                                 | Семисотский сельсовет             | 1973 год                          |
| Черноморское                      | 45°02′20″ с. ш. 35°57′50″ в. д.   | до 1948 года Дюрмен и Карангит                           | —                                 | 1949 год                          |
| Чернышевское                      | 45°11′55″ с. ш. 35°48′00″ в. д.   | до 1948 года Адык                                        | Красногорский сельсовет           | 1963 год                          |
| Широкое                           | 45°09′15″ с. ш. 35°47′40″ в. д.   | до 1945 года Узун-Аяк                                    | Красногорский сельсовет           | 1973 год                          |

### Малоупоминаемые населённые пункты
О некоторых населённых пунктах в доступных источниках встречаются одно-два упоминания, иногда даже установить их точное местоположение пока не представляется возможным:
- Дубровка — встречается в «Справочнике административно-территориального деления Крымской области на 15 июня 1960 года» как посёлок Марьевского сельсовета[3]; на 1968 год передано в Заветненский[65], ликвидировано к 1977 году, как село опять Марьевского сельсовета[66].
- Землянки — 45°15′55″ с. ш. 35°37′05″ в. д.HGЯO южная часть селения Алибай, встречающаяся только на 250-метровке 1941 года и переименованная в отдельное село в 1948 году[67]. Располагалось на западе района, примерно в 3 км к северо-западу от села Уварово[68]. Исключены из учётных данных в 1958 году[1] в период с 1954 по 1968 год, как посёлок Ильичёвского сельсовета[65]).
- Калиновка — 45°19′25″ с. ш. 32°12′05″ в. д.HGЯO. Располагалось на востоке района, в 1 км к юго-западу от села Либкнехтовка. Встречается на километровой карте Генштаба Красной армии 1941 года, на которой в селе обозначено 12 дворов[69] и на двухкилометровке РККА 1942 года[70]. Исключена из учётных данных в 1945 году[1].
- Красный Шар — 45°13′30″ с. ш. 35°44′05″ в. д.HGЯO. Располагалось на западе района, примерно в 1 км к юго-востоку от современного села Луговое[71]. Встречается подробных картах 1941 года и двухкилометровке РККА 1942 года[72]. Есть версия, что ранее называлось Воздвиженка, исключено из учётных данных в 1957 году[1].
- Новое (также Новый, «Сельхозтехника») — 45°21′45″ с. ш. 36°24′30″ в. д.HGЯO. Встречается в справочниках Административно-территориального деления на 1968 и 1977 год, как село Войковского сельсовета[65][66]. Сейчас микрорайон Керчи северо-западнее железнодорожного вокзала[1][73].
- Отрадное — встречается только как ликвидированное к 1960 году, поскольку в «Справочнике административно-территориального деления Крымской области на 15 июня 1960 года» селение уже не значилось[3] (согласно справочнику «Крымская область. Административно-территориальное деление на 1 января 1968 года» — в период с 1954 по 1968 год село Батальненского сельсовета)[65].
- Полевое[74](ранее совхоз Консервтреста, после войны нп совхоза Крымгосрыбтреста[1]) — 45°22′50″ с. ш. 32°13′00″ в. д.HGЯO. Располагалось на востоке района, примерно в 4,5 километрах к северо-западу от Багерово[75]. Встречается в «Справочнике административно-территориального деления Крымской области на 15 июня 1960 года» как посёлок Багеровского поссовета[3], между 1 января и 1 июня 1977 года передан в Октябрьский сельсовет[66]. Упразднено к 1985 году (в перечнях административно-территориальных изменений после этой даты не упоминается[76])
- Потоманово — встречается в «Справочнике административно-территориального деления Крымской области на 15 июня 1960 года» как село Семисотского сельсовета[3], ликвидировано к 1968 году (согласно справочнику «Крымская область. Административно-территориальное деление на 1 января 1968 года» — в период с 1954 по 1968 год[65]).
- Приморское — встречается в «Справочнике административно-территориального деления Крымской области на 15 июня 1960 года»[3] и справочнике «Крымская область. Административно-территориальное деление на 1 января 1968 года» как село Останинского сельсовета[65]; ликвидировано в период с 1968 по 1977 год[66].
- Рожково (до 1958 года Рожкова[1]) — 45°32′20″ с. ш. 35°10′20″ в. д.HGЯO. Располагалось на Арабатской Стрелке в 29 км северо-западнее от села Соляное. Впервые встречается на карте 1941 года[77], ранее из селения шла узкоколейная железная дорога на Геническ для вывоза песка[1]; в «Справочнике административно-территориального деления Крымской области на 15 июня 1960 года» записано, как село Семисотского сельсовета[3], исключено из учётных данных в 1964 году[1] (согласно справочнику «Крымская область. Административно-территориальное деление на 1 января 1968 года» — в период с 1954 по 1968 год[65]).